# Iluminado Dávila Medina
Iluminado Dávila Medina (Morovis, 1 de julio de 1918-7 de junio de 2021) fue un músico puertorriqueño. Era un cuatrista.

## Biografía
Nació en Morovis, Puerto Rico, hijo de José Dávila Ortega, también músico de cuatro, y Joaquina Medina Guzmán. Tenía dos hermanas, la mayor Elisa y la menor Josefa, y un hermano, Juan, que era un año mayor que él. A los 17 años comenzó a escuchar un programa de radio en la radio WKAQ (AM). Alrededor de 1945, vivía en Vega Alta, una ciudad del norte de Puerto Rico cerca de la capital del país, San Juan, cuando decidió viajar a San Juan y conocer a los músicos de ese espectáculo, a saber, Leocadio Vizcarrondo, Samuel Archilla, Felipe Goyco y otros tres músicos que formaron una banda de música radial puertorriqueña muy popular en la época.
Dávila Medina y sus amigos alguna vez tuvieron una banda llamada Grupo Idilio, que interpretaba serenata s en Morovis. A los 18 años también fue miembro del Grupo Orión. Alrededor de 1956, se unió a un programa de radio llamado «Onda Moroveña» en Arecibo, donde él y su banda tocaron durante tres años. Tocaba el cuatro principal y secundario en esa época.
Se casó con una mujer llamada Gladys; el matrimonio duró 70 años hasta la muerte de ella y produjo dos hijos y una hija; ambos hijos le precedieron en la muerte. Uno de ellos, «Junior», una vez se unió a Iluminado en una banda que Iluminado creó en 1983, Conjunto Típico Moroveño.
Continuó tocando el cuatro hasta bien entrada la edad; a sus 90 años, todavía tocaba el cuatro en álbumes de otros artistas, así como en álbumes recopilatorios.
Murió el 7 de junio de 2021, a la edad de 102 años.

## Honores
El 12 de mayo de 2011, el gobernador puertorriqueño Luis Fortuño Burset inauguró el Centro de Bellas Artes Iluminado Dávila Medina en Morovis,  un teatro y recinto musical que, desde 2019, cuenta con un mosaico que representa a su homónimo,  que recuerda al uno dedicado al jugador de baloncesto Mario Morales en el Coliseo Mario Morales de Guaynabo, otra gran ciudad puertorriqueña.
El Senado de Puerto Rico aprobó una resolución el 18 de abril de 2018, felicitando a Iluminado Dávila Medina por su trayectoria musical y en reconocimiento a su próximo cumpleaños número 100. 
Dávila participó en la serie documental Crónicas 90, que destacó los logros de los puertorriqueños que habían llegado a la edad de 90 años. Otras personas destacadas en la serie incluyeron: Frank H. Wadsworth, José R. Alicea, Victoria Espinosa, Nellie Vera Sánchez y Flavia Lugo de Marichal.